# La Victoria (Costa Rica)
La Victoria es el distrito cuarto del cantón de Jiménez, en la provincia de Cartago, de Costa Rica.

## Historia
El 21 de abril de 2022 se creó el cuarto distrito del cantón, La Victoria, segregado del distrito de Juan Viñas.

## Ubicación
La ciudad de San José, capital del país, se encuentra a 55 kilómetros al oeste.

## Localidades
- Centro administrativo: La Victoria.
- Caseríos: Santa Elena, San Cristóbal, Los Mora, La Laguna, Chiz, Pith, Los Jovitos, La Victoria.[2]

## Transporte

### Carreteras
Al distrito lo atraviesan las siguientes rutas nacionales de carretera:
- Ruta nacional 10